# Girimulya (Cibungbulang)
Girimulya is een bestuurslaag in het regentschap Bogor van de provincie West-Java, Indonesië. Girimulya telt 9047 inwoners (volkstelling 2010).